# Wallern im Burgenland
Wallern im Burgenland est une commune autrichienne du district de Neusiedl am See dans le Burgenland.